# Aechminella
Aechminella is een geslacht van uitgestorven kreeftachtigen uit de klasse van de Ostracoda (mosselkreeftjes).

## Soorten
- Aechminella aculeata Loranger, 1963 †
- Aechminella bella Khivintseva, 1969 †
- Aechminella biltmorensis (Loranger, 1954) Loranger, 1963 †
- Aechminella duoprojectura Loranger, 1963 †
- Aechminella fimbriata Gibson, 1955 †
- Aechminella fribourgella (Loranger, 1954) Loranger, 1963 †
- Aechminella initialia Loranger, 1963 †
- Aechminella mammillata (Bradfield, 1935) Kellett, 1936 †
- Aechminella middevonica Loranger, 1963 †
- Aechminella minima (Lethiers, 1970) Becker, 1971 †
- Aechminella multiloba (Jones & Kirkby, 1886) Sohn, 1961 †
- Aechminella nudilobata (Zanina, 1956) Sohn, 1961 †
- Aechminella prikschiana (Posner, 1951) Sohn, 1961 †
- Aechminella quadrilobata (Morey, 1935) Sohn, 1961 †
- Aechminella reticulata (Croneis & Thurman, 1939) Sohn, 1961 †
- Aechminella silurica Schallreuter, 1995 †
- Aechminella trinodosa Loranger, 1963 †
- Aechminella trispinosa Harlton, 1933 †